# Farine d'épeautre

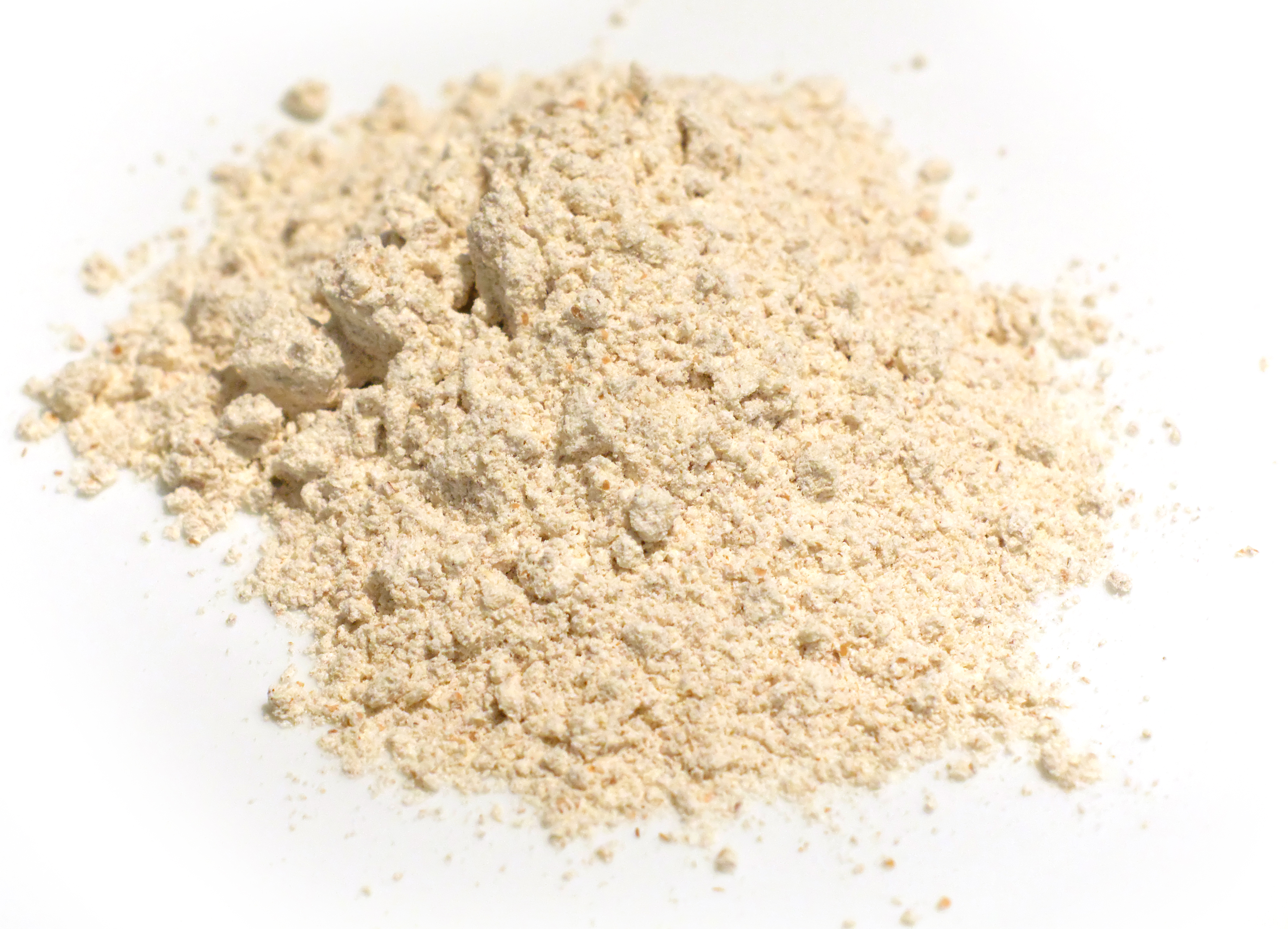
Farine intégrale d'épeautre.

La farine d'épeautre et la farine de petit épeautre sont fabriquées à partir de deux espèces de blé (genre triticum) cultivées depuis les débuts de l'agriculture
- Épeautre ou grand épeautre (triticum spelta) pour la farine d'épeautre
- Engrain ou petit épeautre (Triticum monococcum) pour la farine de petit épeautre

Dans la littérature non technique et dans le commerce de détail, ces deux espèces proches sont souvent confondues.

## Histoire
L'épeautre apparaît au Ve millénaire av. J.-C., et peut-être déjà au VIe millénaire av. J.-C., au sud-est de la Caspienne. Dès 4700 av. J.-C., il est signalé en Moldavie, puis vers 3750 av. J.-C. en Bulgarie. 
Il s'agit au début d'impuretés dans des cultures d'engrain ou d'amidonnier, puis de cultures pures d'épeautre. À l'âge du bronze et à l'âge du fer, il est bien établi dans toute l'Europe centrale et dans l'Europe du Nord.
Les Romains ont adopté tardivement vers 301 apr. J.-C. le nom de spelta, d'origine germanique, et plus précisément de Pannonie selon Saint-Jérôme. 
Très tôt, ce nom semble avoir désigné à la fois le grand épeautre (Triticum aestivum subsp. spelta) et le petit épeautre (Triticum monococcum). 
L'extension de sens du nom allemand et de ses équivalents dans les autres langues à tous les blés vêtus a été entretenue par le fait que Spelzen désigne les enveloppes (glumes et glumelles) des blés. 
En Grèce, le blé, cité tardivement par Galien, était également l'épeautre.
L'épeautre était estimé au Moyen Âge. 
L'épeautre est longtemps resté préféré dans certaines régions européennes pour son goût. Il demandait une opération de plus que d'autres variétés de blé tendre : le décorticage. 
Avec la disparition au XIXe siècle des moulins artisanaux qui détenaient ce savoir-faire, l'épeautre a pratiquement disparu. 
Le gruau d'épeautre a également reculé devant la semoule de blé dur. 
En 2017, il fait partie des céréales employées en agriculture paysanne et en alimentation diététique et connaît un regain d'intérêt.

## Géographie

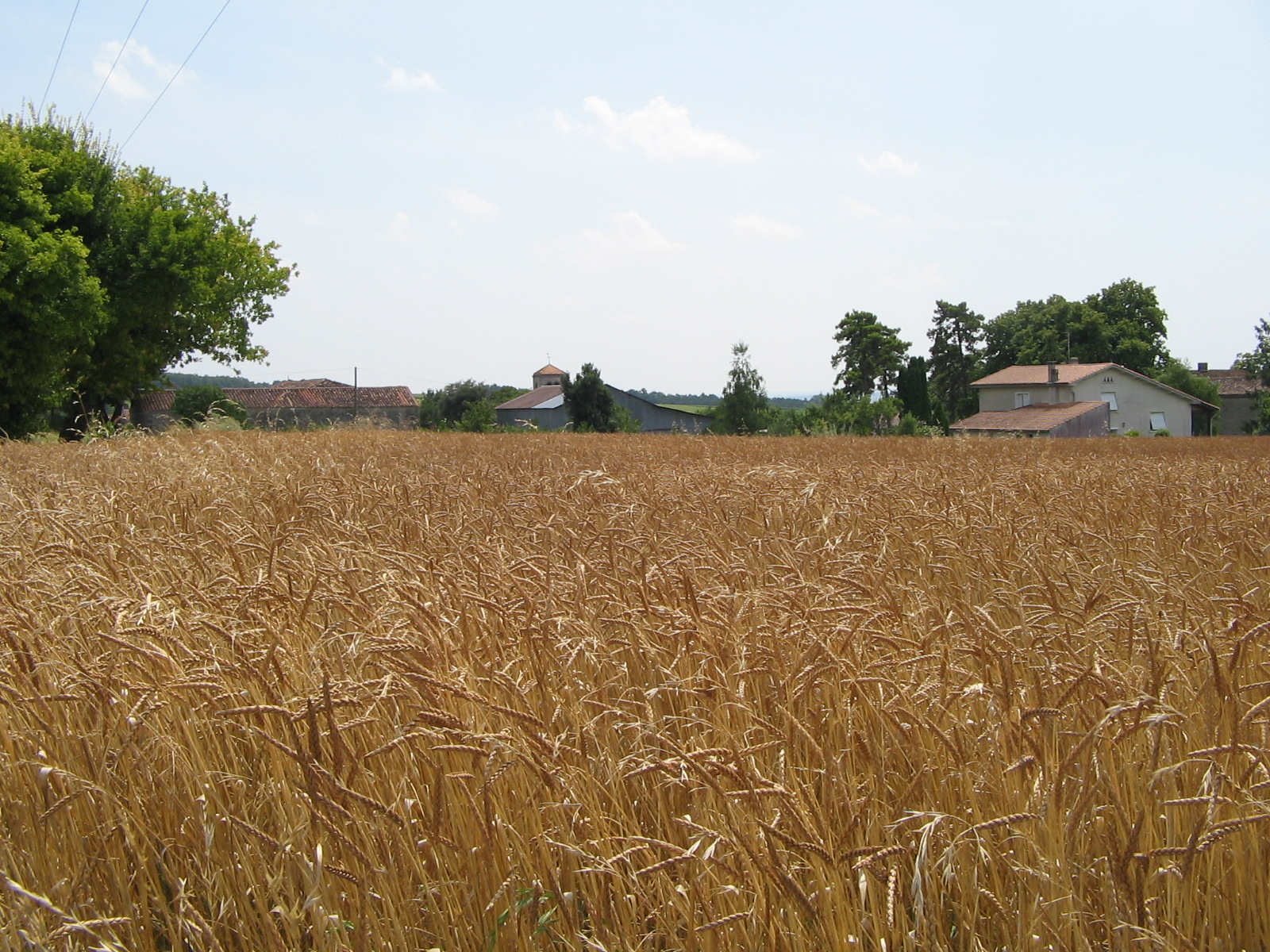
Champ d'épeautre en Charente.

La géographie de la culture de l'épeautre est difficile à établir, car il s'agit d'une culture de niche, qui n'est pas distinguée des autres blés tendres dans les statistiques.
Un de ses bastions est les Ardennes belges avec 10 000 ha, mais on le trouve en Allemagne (Hunsrück et Eifel), au Luxembourg, en Suisse, en Autriche, en Roumanie (Transylvanie, Banat), en Espagne (Asturies), en Suède (Gotland), en Turquie, au Caucase, en Asie centrale, en Iran et dans les oasis d'Afrique du Nord.
En France, il est cultivé en Alsace (alors que l'épeautre de Provence est l'engrain, Triticum monococcum).

## Biologie
Lors du battage, on obtient non pas des grains nus, mais des épillets entiers, avec leurs glumes et glumelles, ainsi qu'un segment du rachis. 
Au contraire des autres blés vêtus diploïdes et tétraploïdes, c'est le segment situé au-dessus de l'insertion de l'épillet qui reste adhérent, et non celui situé au-dessous.

## Qualités alimentaires
L'épeautre renferme tous les sels minéraux : sodium (Na), calcium (Ca), potassium (K), magnésium (Mg), silicium (Si), phosphore (P), soufre (S), fer (Fe). Grâce à sa forte teneur en magnésium, il est considéré comme l'aliment anti-stress par excellence.
Il contient plus de vitamines B1 et B2 que d'autres blés, des protéines et des fibres en proportions plus importantes et qui peuvent presque remplir les besoins quotidiens chez l'être humain.
Il contient également les huit acides aminés essentiels au régime alimentaire quotidien d'un adulte pour le maintenir en bonne santé. Sa teneur en gluten similaire à la farine d'autres blés fait qu'il n'est pas recommandé pour les personnes atteintes de maladie cœliaque ou d'intolérance au gluten.
Selon Hildegarde de Bingen, il y a plus de 800 ans : « l'épeautre donne de l'entrain à ceux qui en mangent un peu chaque jour, et met la joie au cœur. »[réf. souhaitée]

## Vertus thérapeutiques
Il contient des glucides particuliers (mucopolysaccharides) qui jouent un rôle important dans la coagulation du sang et stimulent le système immunitaire. Il tonifie la rate et le pancréas et favorise le transit intestinal. Il est également réputé favoriser le sommeil et calmer les agités.[réf. nécessaire]

## Les utilisations de l'épeautre
Sa farine a les mêmes utilisations que celle d'autres blés. Elle sert à la confection de pain, pâtes, biscuits, gâteaux, crêpes, etc.
Il existe aussi en grains comme le riz (lesquels nécessitent un trempage avant cuisson), concassé (en boulgour), en semoule (genre couscous), en flocons.